# نیوفلورنس (میزوری)
نیوفلورنس (به انگلیسی: New Florence) یک شهر در ایالات متحده آمریکا است که در شهرستان مونتگومری، میزوری واقع شده‌است. نیوفلورنس ۷٫۶۱ کیلومتر مربع مساحت و ۷۶۹ نفر جمعیت دارد و ۲۶۶ متر بالاتر از سطح دریا قرار دارد.